# Fear of the Dark (píseň)
„Fear of the Dark“ je skladba britské heavymetalové legendy Iron Maiden ze stejnojmenného alba.
Je považována za jednu z jejich nejlepších a jednu z nejlepších skladeb 90. let vůbec. Píseň je hrávána na každém koncertu skupiny od roku 1992.
Jejím autorem je Steve Harris, který ma na svědomí i většinu jiných textů Iron Maiden. Skladba byla několikrát braná jako inspirace i pro jiné hudební skupiny.

## Graveworm
Nejznámější coververze pochází od skupiny Graveworm. Upravená skladba byla přidaná na album Scourge of Malice. V porovnaní s původní skladbou jsou přidány housle a hlas ve stylu melodického black metalu.

## Van Canto
Velice originální coververzi tohoto hitu nazpívala v roce 2008 také německá skupina Van Canto. Tato skupina je složena z pěti vokalistů a jednoho bubeníka.

## Seznam skladeb
1. "Fear of the Dark (live)" (Steve Harris) – 7:11
2. "Bring Your Daughter...To the Slaughter (live)" (Bruce Dickinson) – 5:17
3. "Hooks in You (live)" (Bruce Dickinson, Adrian Smith) – 4:06